# Rujevica (Czarnogóra)
Rujevica (cyr. Рујевица) – wieś w Czarnogórze, w gminie Pljevlja. W 2011 roku liczyła 15 mieszkańców.